# Remparts d'Amance
Les remparts d'Amance sont des remparts situés à Amance, en France.

## Localisation
Les remparts sont situés sur la commune d'Amance, dans le département français de la Haute-Saône.

## Historique
L'édifice est classé au titre des monuments historiques en 1971.